# Zile din trecut
Zile din trecut (în arabă بقايا صور, transliterat: Baqaya suar, în traducere „Resturi de imagini”) este un film sirian produs de Organizația Generală a Cinematografiei din Damasc. Filmul este inspirat din romanul Resturi de imagini al scriitorului sirian Hanna Mina și a fost regizat de Nabil Al-Maleh după un scenariu scris de Samir Zekry și Mohamed Maree, cu dialoguri scrise de Hassan Sami Youssef. Director de imagine a fost Abdo Hamza, iar coloana sonoră a fost compusă de Hussein Nazik. Director de producție a fost Naim Al-Husari.
Acțiunea filmului se petrece în anii 1920 în Siria.

## Rezumat
Familia Abu Salem duce o viață mizeră: soțul trece prin mai multe aventuri eșuate, soția este bolnavă și neputincioasă, iar copiii cresc într-o lume care pare crudă. Fiecare dintre ei visează la un viitor mai bun.

## Distribuție
- Mona Wassef
- Adeeb Kaddoura
- Naila Al-Atrash
- George Kanaan
- Nabih Nouman
- Jamil Awad
- Samar Sami
- Samer Bagdadi
- Amar Murtaza

## Premii
Filmul a concurat la două festivaluri internaționale de film, fiind nominalizat la Montgolfierul de Aur al Festivalului celor Trei Continente de la Nantes din 1980 și la Premiul de Aur al Festivalului Internațional de Film de la Moscova din 1981.